# Leucophanella involuta
Leucophanella involuta là một loài rêu trong họ Calymperaceae. Loài này được Schwägr. H.A. Mill., H. Whittier & B. Whittier mô tả khoa học đầu tiên năm 1978.